# Les Amateurs virtuoses !
 (février 2020).
Pour les articles homonymes, voir Les Amateurs (homonymie).
Les Amateurs virtuoses ! est un festival de piano qui réunit chaque année des pianistes amateurs. Il offre à des pianistes lauréats de concours internationaux la possibilité de se produire en concert et de participer à des masterclasses avec des musiciens professionnels parmi les plus reconnus.
Le festival comporte une forte dimension internationale, tant par la diversité des participants invités que par les pays où il est organisé. Chaque année en effet, une édition itinérante s'implante dans un nouveau pays (Brésil, Chine, Hongrie, Russie, Argentine, Maroc, Allemagne, Afrique du Sud, etc.)
Le festival a originellement été créé sous le nom de Pianestival.

## Principe
Les pianistes invités viennent de nombreux pays : Canada, États-Unis, Mexique, Brésil, France, Royaume-Uni, Allemagne, Chine, Nouvelle-Zélande, Ukraine, etc.
Tous exercent ou ont exercé des métiers très variés, certains liés à la musique (compositeurs, professeurs de musique), d'autres très éloignés du piano (ingénieurs, architectes, docteurs, etc.).

## Musique présentée dans le cadre du festival Les Amateurs virtuoses!
Les Amateurs virtuoses ! est avant tout un festival de musique classique orienté autour de la musique pour piano. La plupart des récitals proposés sont des récitals de piano solo, mais la programmation tend à s'élargir vers le répertoire de musique de chambre, avec des instrumentistes professionnels ou amateurs.
La programmation du festival est régulièrement orientée autour d'anniversaires ou d'événements particuliers : ainsi par exemple, en 2009 à Rio de Janeiro, l'accent a été mis sur la musique du compositeur brésilien Heitor Villa-Lobos, en 2011 à Budapest, c'est Franz Liszt qui était célébré.

## Fréquence
Les Amateurs ! (rebaptisé Les Amateurs virtuoses ! en 2014) est un événement bi-annuel qui a lieu en France et dans un autre pays, différent d'une année à l'autre.

## Histoire

### 2018
En 2018, le festival fête son 10e anniversaire. Il se partage à nouveau entre la Chambre des notaires (du 28 au 31 mai) et la fondation Dosne-Thiers (du 1er au 3 juin), et est placé sous l'égide du Ministère de la Culture.
La thématique choisie pour cette saison est la musique de Debussy et, plus largement, la musique française.
Les masterclasses seront données par François Chaplin, Ilja Scheps (de), David Kadouch, Claire Désert, Marie-Ange Nguci et Célimène Daudet.
Pour son volet itinérant, le festival s'exporte dans un premier temps à nouveau vers Chine (Shanghai et Suzhou) du 9 au 19 octobre 2018, puis vers l'Afrique du Sud du 10 au 18 novembre 2018.
Les concerts auront lieu dans les salles les plus importantes du Cap et de Stellenbosch, mais aussi dans certains townships réputés difficiles de la région.
La clôture du festival se fait au City Hall du Cap (en), en partenariat avec l'Orchestre Philharmonique du Cap.

### 2017
En 2017, l'édition parisienne du festival se partage entre la Chambre des notaires (du 19 au 22 juin) et la fondation Dosne-Thiers (du 23 au 25 juin).
En hommage à Enrique Granados, dont on célèbre le 150e anniversaire de la naissance, la programmation du festival est orientée autour d'une thématique espagnole.
6 sessions de masterclasses sont proposées par Ekaterina Mechetina, Nicolas Stavy, Rena Cherechevskaïa, Luis Fernando Perez, Jean-François Heisser et Tristan Pfaff.
Pour la première fois, l'édition itinérante du festival a lieu du 20 au 22 octobre à Bayreuth, en Allemagne, sous le marrainage de la pianiste turque Idil Biret, en partenariat avec le fabricant de pianos Steingraeber.
Du 18 au 25 novembre 2017, les Amateurs virtuoses! retournent à Shanghai pour un festival de grande ampleur. 12 musiciens s'y produisent en concert solo, et pour la première fois dans l'histoire du festival, une soirée de clôture avec orchestre est proposée. Quatre pianistes se partagent la scène pour offrir le 17e concerto de Mozart et le concerto en mi mineur de Chopin.

### 2016
En 2016, le festival est accueilli pour la première fois au Reid Hall (annexe parisienne de la Columbia University), du 26 juin au 2 juillet
La thématique du festival est la musique américaine, présente dans chaque programme de concert.
5 sessions de masterclasses sont proposées par Jay Gottlieb, Rena Cherechevskaïa, Jean-Claude Pennetier, Christian Ivaldi et Célimène Daudet.
26 musiciens venus du monde entier se produisent chaque soir à 18 heures et 20 heures.
Pour son édition itinérante, le festival organise une grande soirée de gala à la Capella de Saint Petersbourg en Russie le 10 juillet 2016, l'occasion d'écouter 8 pianistes venus de France, des États-Unis et de Russie dans du répertoire solo, 4 mains et 2 pianos.

### 2015
En 2015, le festival est rebaptisé Les Amateurs virtuoses!
L'édition française du festival a lieu au Théâtre du Châtelet à Paris, ainsi qu'à la Chambre des notaires de Paris du 31 mai au 4 juin. Elle est placée sous la marrainage de la pianiste Célimène Daudet, qui donne une masterclass et participe au concert d'ouverture à deux pianos avec des musiciens amateurs. Des masterclasses par Denis Pascal, François-René Duchâble, Philip Fowke (en) et Abdel Rahman El Bacha viennent compléter la programmation.
L'édition itinérante a lieu à Tanger, au Maroc, du 27 au 29 mars. C'est la première fois qu'un festival de pianistes amateurs a lieu en Afrique.
Deux concerts en région sont proposés : le 15 mai à la Ferme des Jeux de Vaux-le-Pénil, et le 6 décembre au Théâtre municipal de Fontainebleau.

### 2014
En 2014, le festival a lieu du 3 au 8 juin au Théâtre du Châtelet à Paris,.
Le pianiste français François-René Duchâble est le parrain de cette édition. Des masterclasses y sont proposées par François-René Duchâble, Célimène Daudet, Laurent Cabasso, Oleg Vainstein, Denis Pascal.
Pour la première fois, des concerts partagés à deux pianos mêlant pianistes professionnels et pianistes amateurs sont organisés.
Un concert en région est proposé dans le cadre de la programmation de la Ferme des Jeux de Vaux-le-Pénil.

### 2013
En 2013, la musique de chambre est à l'honneur, avec de nombreux concerts en duo, trio ou quatuor avec piano.
Du 5 au 10 juin 2013, Les Amateurs ! a lieu au Théâtre du Châtelet à Paris.
Des masterclasses sont proposées par Jun Kanno, Philip Fowke, François-René Duchâble, Célimène Daudet.
Du 17 au 22 septembre 2013, Les Amateurs ! a lieu pour la première fois en Argentine, à Buenos Aires et à Rosario. Les musiciens invités ont l'occasion de se produire dans plusieurs salles, à l'auditorium Beethoven de Buenos Aires, ainsi qu'au Teatro el Circulo de Rosario et à la Usina del Arte, en présence du Ministre de la culture de Buenos Aires Hermán Lombardi. (es)
Parallèlement à l'édition parisienne et itinérante du festival, sont mises en place les prémisses des Concerts en région : il s'agit de grandes soirées proposant de découvrir plusieurs musiciens, dans le cadre de la programmation d'autres villes. Un premier concert en région est ainsi organisé le 13 juin à Carpentras.

### 2012
En 2012, le festival Les Amateurs ! a pour thème la musique russe.
Du 6 au 10 juin 2012, Les Amateurs ! se tient au Théâtre du Châtelet à Paris. Le concert de clôture est assuré par la pianiste de jazz japonaise Hiromi.
Des masterclasses sont proposées tout au long du festival par de grands pianistes professionnels : Denis Pascal, Philip Fowke (en), Jun Kanno.
Du 8 au 14 juillet 2012, Les Amateurs ! se tiendra au Palais Cheremetiev à Saint-Pétersbourg, en Russie.

### 2011
En juin 2011, Les Amateurs ! s'est tenu pour la première fois au Théâtre du Châtelet, à Paris,.
Chaque journée de festival est clôturée par un invité exceptionnel : Paul Badura-Skoda, Bernard d'Ascoli, Siheng Song, Jean-François Zygel, Dana Ciocarlie
En novembre 2011, il a eu lieu en Hongrie (Budapest), en hommage à Liszt dont on a célébré le bicentenaire de la naissance.

### 2010
En 2010, Les Amateurs ! a eu lieu à Nice et en Chine (Shanghai).

### 2009
En 2009, Les Amateurs ! a eu lieu à Nice et au Brésil (Rio de Janeiro).

### 2008
En 2008 le festival a été créé à Paris et sa première édition a lieu à la maison de Radio France.
Ses deux fondateurs, Julien Kurtz et Dominique Xardel, sont pianistes amateurs et se sont rencontrés lors du concours international des amateurs de piano de Boston.